# Satu Mic (okręg Satu Mare)
Satu Mic – wieś w Rumunii, w okręgu Satu Mare, w gminie Craidorolț. W 2011 roku liczyła 266 mieszkańców. 